# 早稲田村
早稲田村（わせだむら）は、埼玉県北葛飾郡に存在した村。現在の三郷市北東部に位置する。

## 地理
- 川：江戸川、大場川

## 歴史

### 村名の由来
当村域の新米の収穫が早いことで有名だったことより。

### 沿革
- 1889年（明治22年）4月1日 - 町村制施行により、丹後村、谷中村、後谷村、小谷堀村、駒形村、南蓮沼村、笹塚村、岩野木村、幸房村、茂田井村、大広戸村、仁蔵村、半田村、田中新田が合併して発足。
- 1949年（昭和24年）11月10日
  - 大字前間、小谷堀の各一部を三輪野江村に編入。
  - 三輪野江村の一部（大字三輪野江の一部）を編入。
- 1956年（昭和31年）9月30日 - 彦成村・東和村と合併して三郷村が発足。同日早稲田村廃止。

## 交通

### 鉄道路線
東日本旅客鉄道武蔵野線の三郷駅・新三郷駅、首都圏新都市鉄道つくばエクスプレスの三郷中央駅が旧村域内に所在するが、当時は未開業。

## 現在の町名
- 住居表示実施地区：三郷一 - 三丁目、早稲田一 - 八丁目、新三郷ららシティ一 - 三丁目
- 住居表示未実施地区：旧大字がすべて現存。ただし大字丹後、大字田中新田はごく一部のみ。